# Nicolás Navarro
Nicolás Gastón Navarro (Buenos Aires, 25 marzo 1985) è un ex calciatore argentino, di ruolo portiere.

## Carriera

### Club

#### L'esordio all'Argentinos
Cresce calcisticamente nelle giovanili dell'Argentinos Juniors, squadra che nel 2004 lo lancerà nel calcio professionistico. Nel club argentino parte come riserva dal Campionato di Clausura del 2006 fino al Clausura del 2007 (quando ha fatto il suo esordio in prima squadra) è poi diventato titolare nell'Apertura 2007, collezionando 22 presenze suddivise in 2 Campionati.

#### Il passaggio al Napoli
Il 31 gennaio 2008, pochi giorni prima dell'inizio del campionato di Clausura 2008, viene ceduto al Napoli per 2,5 milioni di euro.
Il Napoli aveva letteralmente comprato un diamante grezzo. Infatti, Navarro impressionava in allenamento: aveva riflessi e una esplosività fuori dal comune. Purtroppo, le distrazioni extra calcistiche hanno impedito diventasse uno dei pilastri del Napoli.
Primo portiere straniero della storia del Napoli in Serie A, esordisce in campionato il 4 maggio 2008 nella partita contro il Torino, persa 2-1 allo Stadio Olimpico. Gioca anche le restanti due partite della stagione contro Milan e Lazio. Nella stagione successiva gioca nella partita interna di Coppa UEFA col Benfica, vinta 3-2. In campionato gioca come titolare contro Lazio, Siena e Udinese. 
Diventa il portiere titolare in seguito agli infortuni di Gennaro Iezzo prima e di Matteo Gianello poi, collezionando 19 presenze complessive in campionato. Nel difendere la porta partenopea dimostra personalità e buoni riflessi, tuttavia sul bilancio della sua esperienza in maglia azzurra pesano alcune clamorose papere (tra cui quelle commesse in casa contro il Bologna e a Marassi contro la Sampdoria) ed un'impropria condotta notturna.

#### Il prestito al River Plate e il breve ritorno all'Argentinos
Il 20 agosto 2009, poco prima dell'inizio del campionato 2009-2010, viene ceduto al River Plate in prestito gratuito. Ai Milionarios occupa il ruolo di secondo portiere alle spalle di Mario Vega. In campionato colleziona 4 presenze, quindi ritorna al Napoli una volta scaduti i termini del prestito.
Il 24 luglio 2010 rescinde consensualmente il contratto in essere con il Napoli, per poi tornare all'Argentinos Juniors.

#### L'esperienza in Turchia: Kayserispor
Il 5 luglio 2011 il club turco del Kayserispor ufficializza il suo ingaggio. Grazie a delle ottime prestazioni il portiere ex Napoli riesce a guadagnarsi così il posto da titolare giocando sempre ad alti livelli e aiutando così la squadra nella lotta per la zona europea.

#### La parentesi in Messico
Nel 2019 viene girato in prestito al Querétaro, militante in Liga MX, massima serie della federazione messicana.

### Nazionale
Navarro ha fatto parte, senza scendere mai in campo, della Nazionale argentina vincitrice dei Mondiali Under-20 del 2005 giocati nei Paesi Bassi.
Ha fatto inoltre parte, per sole due gare e anche qui senza giocare, della selezione olimpica dell'Argentina nel torneo di calcio di Pechino 2008. In seguito all'infortunio del portiere titolare Óscar Ustari nel quarto di finale vinto contro l'Olanda, è stato convocato come riserva di Sergio Romero nella semifinale col Brasile, vinta 3-0, e nella finale per l'oro contro la Nigeria, vinta 1-0. Al termine delle Olimpiadi ha regalato la sua medaglia ad Óscar Ustari.

## Statistiche

### Presenze e reti nei club
Statistiche aggiornate al 20 ottobre 2013.
| Stagione                  | Squadra                   | Campionato                | Campionato | Campionato | Coppe nazionali | Coppe nazionali | Coppe nazionali | Coppe continentali | Coppe continentali | Coppe continentali | Totale | Totale |
| Stagione                  | Squadra                   | Comp                      | Pres       | Reti       | Comp            | Pres            | Reti            | Comp               | Pres               | Reti               | Pres   | Reti   |
| ------------------------- | ------------------------- | ------------------------- | ---------- | ---------- | --------------- | --------------- | --------------- | ------------------ | ------------------ | ------------------ | ------ | ------ |
| 2005-2006                 | Argentinos Juniors        | PD                        | 0          | 0          | -               | -               | -               | -                  | -                  | -                  | 0      | 0      |
| 2006-2007                 | Argentinos Juniors        | PD                        | 4          | 0          | -               | -               | -               | -                  | -                  | -                  | 4      | 0      |
| 2007-gen. 2008            | Argentinos Juniors        | PD                        | 18         | -18        | -               | -               | -               | -                  | -                  | -                  | 18     | -18    |
| gen.-giu. 2008            | Napoli                    | A                         | 3          | -5         | CI              | -               | -               | -                  | -                  | -                  | 3      | -5     |
| 2008-2009                 | Napoli                    | A                         | 19         | -20        | CI              | 2               | -1              | CU                 | 1                  | -2                 | 22     | -23    |
| Totale Napoli             | Totale Napoli             | Totale Napoli             | 22         | -25        |                 | 2               | -1              |                    | 1                  | -2                 | 25     | -28    |
| 2009-2010                 | River Plate               | PD                        | 4          | -8         | -               | -               | -               | CS                 | 1                  | -1                 | 5      | -9     |
| 2010-2011                 | Argentinos Juniors        | PD                        | 32         | -29        | -               | -               | -               | CS+CL              | 2+6                | -2;-10             | 40     | -41    |
| Totale Argentinos Juniors | Totale Argentinos Juniors | Totale Argentinos Juniors | 54         | -47        |                 |                 |                 |                    | 8                  | -12                | 62     | -59    |
| 2011-2012                 | Kayserispor               | SL                        | 28         | -26        | CT              | 2               | 0               | -                  | -                  | -                  | 30     | -26    |
| 2012-2013                 | Kayserispor               | SL                        | 0          | 0          | CT              | 0               | 0               | -                  | -                  | -                  | 0      | 0      |
| Totale Kayserispor        | Totale Kayserispor        | Totale Kayserispor        | 28         | -26        |                 | 2               | 0               |                    |                    |                    | 30     | -26    |
| 2013-2014                 | Tigre                     | PD                        | 1          | -1         | CA              | 0               | 0               | -                  | -                  | -                  | 1      | -1     |
| Totale carriera           | Totale carriera           | Totale carriera           | 113        | -111       |                 | 4               | -1              |                    | 10                 | -15                | 127    | -127   |

## Palmarès
- Giochi panamericani: 1

2003
- Campionato mondiale Under-20: 1

Paesi Bassi 2005
- Giochi olimpici: 1

Pechino 2008